# Atletismo nos Jogos Pan-Americanos de 2015 - Maratona feminina
A competição da maratona feminina foi um dos eventos do atletismo nos Jogos Pan-Americanos de 2015, em Toronto. Sua chegada foi realizada no  Ontario Place West Channel no dia 18 de julho.

## Calendário
Horário local (UTC-4).
| Data        | Horário | Fase  |
| ----------- | ------- | ----- |
| 18 de julho |         | Final |

## Medalhistas
| Ouro   | BRA Adriana Aparecida da Silva |
| Prata  | USA Lindsay Flanagan           |
| Bronze | CAN Rachel Hannah              |

## Recordes
Recordes mundial e pan-americano antes da disputa dos Jogos Pan-Americanos de 2015.
| Tipo                             | Atleta                     | Tempo    | Local       | Data                  |
| -------------------------------- | -------------------------- | -------- | ----------- | --------------------- |
|                                  | Paula Radcliffe            | 2h15m25s | Londres     | 13 de abril de 2003   |
| Recorde dos Jogos Pan-Americanos | Adriana Aparecida da Silva | 2h36m37s | Guadalajara | 23 de outubro de 2011 |

## Resultado
| Colocação         | Atleta                     | Nacionalidade      | Tempo   | Notas                            |
| ----------------- | -------------------------- | ------------------ | ------- | -------------------------------- |
| Medalha de ouro   | Adriana Aparecida da Silva | BRA Brasil         | 2:35:40 | Recorde dos Jogos Pan-Americanos |
| Medalha de prata  | Lindsay Flanagan           | USA Estados Unidos | 2:36:30 |                                  |
| Medalha de bronze | Rachel Hannah              | CAN Canadá         | 2:41:06 |                                  |
| 4                 | Marily dos Santos          | BRA Brasil         | 2:41:31 |                                  |
| 5                 | Margarita Hernandez        | MEX México         | 2:41:57 |                                  |
| 6                 | Rosa Chacha                | ECU Equador        | 2:42:47 |                                  |
| 7                 | Zuleima Amaya              | VEN Venezuela      | 2:49:42 |                                  |
| 8                 | Catherine Watkins          | CAN Canadá         | 2:51:23 |                                  |
| 9                 | Vianey de la Rosa          | MEX México         | 2:51:42 |                                  |
| 10                | Érika Olivera              | CHI Chile          | 2:52:27 |                                  |
| 11                | Leidy Tobon                | COL Colômbia       | DNF     |                                  |
| 11                | Sarah Cummings             | USA Estados Unidos | DNF     |                                  |
| 11                | Dailín Belmonte            | CUB Cuba           | DNF     |                                  |
| 12                | Inés Melchor               | PER Peru           | DNF     |                                  |
| 12                | Carmen Martinez            | PAR Paraguai       | DNF     |                                  |
| 12                | Natalia Romero             | CHI Chile          | DNS     |                                  |
|                   | Gladys Tejeda              | PER Peru           | 2:33:03 | DSQ                              |

Legenda
| Recorde mundial                  | Recorde mundial (World record)               |                       | Recorde africano                      | Recorde africano (African) |                                           | Q | Classificado por posição (Qualified) |
| Recorde dos Jogos Pan-Americanos | Recorde pan-americano (Pan-American record)  | Recorde da América    | Recorde da América (Americas)         | q                          | Classificado por melhor tempo (Qualified) |   |                                      |
| Melhor marca do ano              | Melhor marca do ano (World leading)          | Recorde asiático      | Recorde asiático (Asian)              | DNS                        | Não largou (Did not start)                |   |                                      |
| Recorde nacional                 | Recorde nacional (National record)           | Recorde europeu       | Recorde europeu (European)            | DNF                        | Não terminou (Did not finish)             |   |                                      |
| Recorde pessoal                  | Recorde pessoal do atleta (Personal best)    | Recorde da Oceania    | Recorde da Oceania (Oceania)          | DSQ / DQ                   | Desclassificado (Disqualified)            |   |                                      |
| Recorde da temporada             | Recorde da temporada do atleta (Season best) | Recorde sul-americano | Recorde sul-americano (South America) | NM                         | Sem marca (No mark)                       |   |                                      |